# Scelolophia laevitaria
Scelolophia laevitaria är en fjärilsart som beskrevs av Hübner-gey. 1837. Scelolophia laevitaria ingår i släktet Scelolophia och familjen mätare. Inga underarter finns listade.